# 5 marines per 100 ragazze
5 marines per 100 ragazze è un film del 1961, diretto da Mario Mattoli.

## Trama
Durante un'esercitazione un gruppo di marines viene trasportato da un sommergibile alle spalle dei nemici. Per un errore di calcolo, gli uomini giungono in un collegio femminile, dove si nascondono, vengono poi scoperti dalle ragazze, che li costringono a partecipare sotto ricatto ad una loro recita.